# Джон Гант
Генрі Сесіл Джон Гант (англ. Henry Cecil John Hunt; 22 червня 1910, Сімла — 8 листопада 1998, Генлі) — видатний британський альпініст, бригадний генерал у відставці, лорд, кавалер орденів Британської імперії 3-го ступеня і «За бездоганну службу», керівник першої успішної експедиції на найвищу вершину світу Еверест.

## Життєпис
Джон Гант народився в місті Сімла (Індія) в сім'ї офіцера. Ще маленькою дитиною він втратив батька, який загинув в Першій світовій війні і виховувався мамою, яка була сувора і дещо стримана. В навчанні був типовим відмінником, вчився в Королівському військовому коледжі в Сандгерсті (пізніше академія), де по закінченні отримав золоту медаль і був нагороджений мечем. Повернувся в Індію вже як офіцер британської армії. Брав участь у Другій світовій війні.
У 1930-1950-і роки здійснив альпіністські експедиції в Альпи, Гімалаї, на Кавказ. Прославився як керівник експедиції, учасники якої новозеландець Едмунд Гілларі (1919–2008) і шерп Тенцінг Норгей (1914–1986) вперше 29 травня 1953 р. досягли вершини Евересту.
Як описує Тенцинг Норгей в своїй книжці «Тигр снігів» — «Спочатку її (експедицію) очолив Ерік Шіптон. Потім його замінив полковник Джон Гант; він багато років прожив в Індії і зробив не одне сходження. Гант — ми звали його полковник Сагіб — при підготовці сходження на Еверест часом вів справу так, ніби ми складали військовий підрозділ, але був завжди справедливий і уважний. І якщо часом справи не ладналися, то полковник Гант лаявся на найчистішому гінді. У той же час Гант, при закиданні припасів у верхній табір для Тенцинга і Гілларі, ледь не поплатився життям.»

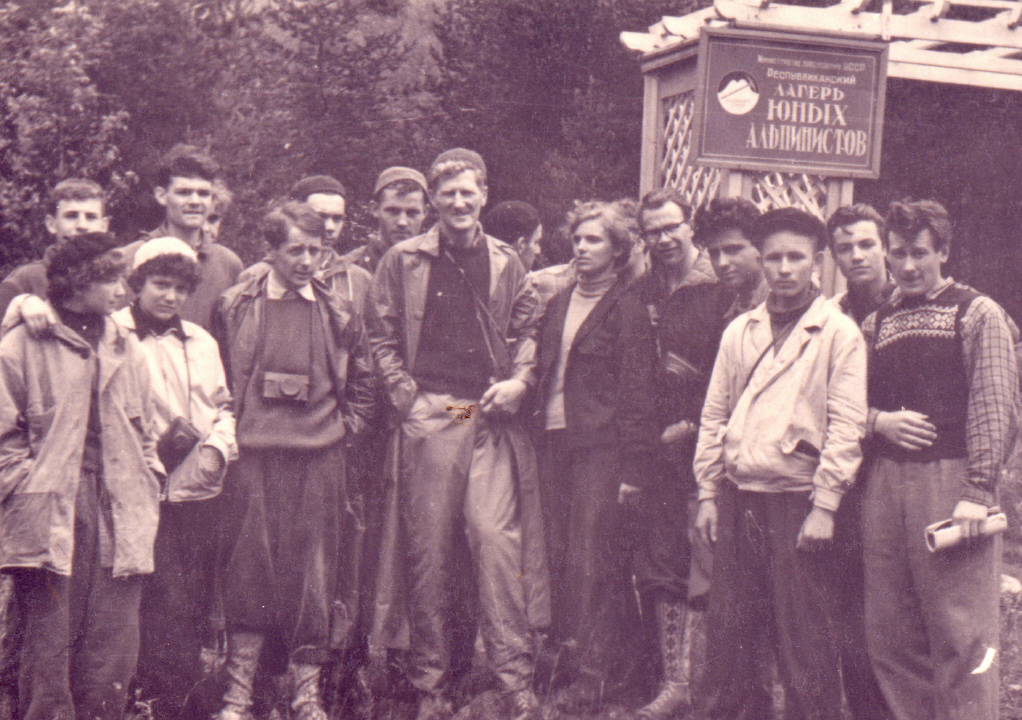
Кавказ, 12 липня 1958 року.

Одна з перших публікацій самих учасників британської експедиції 1953 на Еверест з'явилася в липневому номері журналу «The National Geographic Magazine» за 1954 рік (нині — всесвітньо відомий «National Geographic»).
Був добре знайомий з радянськими альпіністами, в тому числі з відомим грузинським альпіністом, заслуженим майстром спорту СРСР, Міхаїлом Хергіані (1935–1969), з яким він вперше зустрівся на Північному Кавказі під Ельбрусом в 1958 році і смерть якого пізніше боляче переживав.
«…Ми сумуємо за ним, ми стали біднішими після його кончини. Він був не просто справжнім чоловіком, він був „Тенцинг“ серед них.» (Сер Джон Гант).
Керував англо-радянською експедицією на Памір, в результаті якої було здійснено перше сходження на пік Комунізму (1962).
Помер через три роки після перенесеної операції на серці на 89-му році життя 8 листопада 1998 року в містечку Хенлі-на-Темзі.